# HyperVM
HyperVM — панель управления виртуальными серверами на основе OpenVZ и Xen с веб-интерфейсом. Возможности и ценовая политика делают эту панель одним из ведущих игроков на рынке управления виртуальными машинами.